# Большой Орешкин
Большой Орешкин — хутор, входит в состав Сидорской сельской территории городского округа «город Михайловка» Волгоградской области России. Население — 243 человека (2010).

## География
Расположен в северо-западной части области, в лесостепи, в пределах Приволжской возвышенности, являющейся частью Восточно-Европейской равнины.
Абсолютная высота — 83 метра над уровнем моря
.
Уличная сеть
состоит из девяти географических объектов:
- Площадь: пл. Спортивная
- Улицы: ул. Зелёная, ул. Казачья, ул. Лебединая, ул. Луговая, ул. Новая, ул. Ольховая, ул. Роскошная, ул. Степная

## Население
| 2010 |
| ---- |
| 243  |

Гендерный состав
По данным Всероссийской переписи населения 2010 года в гендерной структуре населения из 243 человек мужчин — 122, женщин — 121 (50,2 и 49,8 % соответственно).
Национальный состав
Согласно результатам переписи 2002 года, в национальной структуре населения
русские составляли 74 % из общей численности населения в 228 человек.

## Инфраструктура
Развитое сельское хозяйство. Личное подсобное хозяйство.

## Транспорт
Подъездная дорога к автодороге «Жирновск — Рудня — Вязовка — Михайловка — Кумылженская — Вешенская (Ростовская
область) (в границах территории Волгоградской области)» (идентификационный номер 18 ОП РЗ 18К-5).
Просёлочные дороги.